# 13943 Hankgreen
13943 Hankgreen este o planetă minoră (asteroid), cu un diametru de 4,203 km, din centura de asteroizi. A fost descoperită pe 26 aprilie 1990 la Observatorul Palomar de Eleanor F. Helin și a fost numită după Hank Green. 
Obiectul prezintă o orbită caracterizată de o semiaxă mare de 2,2814664 UAi, o excentricitate de 0,08, o înclinație de 23,73713 ° în raport cu ecliptica.